# Gaio Giulio Cesare (film)
Gaio Giulio Cesare è un film muto italiano del 1914 diretto da Enrico Guazzoni.

## Trama
L'ambizione crescente di Giulio Cesare è una fonte di preoccupazione per il suo caro amico Bruto. Cassius convince Bruto a partecipare al suo complotto per assassinare Cesare, ma hanno entrambi gravemente sottovalutato Marcantonio.